# Miramax
Miramax Films Corporation (Miramax Films) is een Amerikaanse filmproductiemaatschappij en filmdistributeur. Het bedrijf is onderdeel van de Big Ten.
Miramax is in 1979 opgericht door de broers Harvey en Robert Weinstein. De naam komt van de gecombineerde naam van hun ouders Mira en Max. Het bedrijf was oorspronkelijk bedoeld om kleine, onafhankelijke films te maken en te distribueren.
In 1993 werd Miramax overgenomen door The Walt Disney Company voor $80 miljoen. De broers waren daarna directeur en relatief onafhankelijk, al had Disney de eindverantwoordelijkheid welke films wel en niet  uitgebracht werden. Deze situatie werd duidelijk in mei 2004 toen Miramax niet zelf de film Fahrenheit 9/11 van Michael Moore uit mocht brengen van Disney, dat bang was voor represailles van de overheid van Florida (waar Jeb Bush gouverneur was). In 2005 kondigden ze het vertrek bij Miramax aan en hebben ze hun eigen filmstudio opgericht, genaamd The Weinstein Company (en tevens Dimension Films meegenomen). In 2010 verkocht Disney Miramax aan Filmyard Holdings. Ruim 80 werknemers verloren daardoor hun baan en de release van een aantal al voltooide films werd uitgesteld. In 2016 verkocht Filmyard het bedrijf door aan de beIN Media Group.
Het bedrijf is onder andere bekend van Reservoir Dogs, Pulp Fiction en Kill Bill, alle drie van filmregisseur Quentin Tarantino.

## Films
- ¡Átame! (1990)
- Reservoir Dogs (1992)
- Little Buddha (1993)
- Clerks. (1994)
- Pulp Fiction (1994)
- The English Patient (1996)
- Scream (1996)
- Sling Blade (1996)
- Chasing Amy (1997)
- Good Will Hunting (1997)
- Scream 2 (1997)
- Jackie Brown (1997)
- Titanica (1998) (gepresenteerd in IMAX 3-D)
- The Cider House Rules (1999)
- Shakespeare in Love (1999)
- The Talented Mr. Ripley (i.s.m. Paramount Pictures) (1999)
- Scary Movie (2000)
- Scream 3 (2000)
- Spy Kids (2001)
- Jay and Silent Bob Strike Back (2001)
- Iris (2001)
- Pokémon 4Ever
- Spy Kids 2: The Island of Lost Dreams (2002)
- Chicago (2002)
- Gangs of New York (2002)
- Pokémon 5: Helden
- Kill Bill (beide films)
- Bionicle: Mask of Light (i.s.m. Buena Vista Pictures) (2003)
- Spy Kids 3-D: Game Over (2003)
- Little Nicky 2003
- Master and Commander: The Far Side of the World (2003) (i.s.m. 20th Century Fox en Universal Pictures)
- Pokémon 6: Jirachi, Droomtovenaar
- Bionicle: Legends of Metru Nui (2004)
- Cold Mountain (2004)
- Finding Neverland (2004)
- The Aviator (2004)
- Pokémon 7: Doel Deoxys
- Hostage (2005)
- Sin City (2005)
- Cinderella Man (in assc. met Universal Pictures) (2005)
- The Night Listener (2006)
- The Queen (2006)